# Laevophiloscia perlata
Laevophiloscia perlata är en kräftdjursart som beskrevs av Wahrberg1922. Laevophiloscia perlata ingår i släktet Laevophiloscia och familjen Philosciidae. Inga underarter finns listade i Catalogue of Life.